# ناتوانی رشدی
ناتوانی رشدی (به انگلیسی: Developmental Disability) به معلولیت‌های مادام‌العمری گفته می‌شود که اختلال‌های ذهنی یا جسمی یا هر دو، که تا پیش از سن ۱۸ سالگی نمود پیدا می‌کند، را شامل می‌شود.
نقصان در مهارت‌های مهم زندگی بیش‌تر در حیطه‌هایی مانند، حل مسئله، تصمیم‌گیری، تعامل با دیگران، تعیین اهداف و کسب موفقیت، در کودکان دارای ناتوانی دیده می‌شود.

## ناتوانی‌های رشدی
از شایع‌ترین ناتوانی‌های رشدی می‌توان به موارد زیر اشاره کرد:
- سندرم داون
- درخودماندگی
- سندرم توره (Toureete)
- صرع
- اسپینا بیفیدا
- دیستروفی عضلانی
- فلج مغزی
- سیستیک فایبروزیس
- کم‌توانی ذهنی
- اختلال بینایی
- اختلال شنوایی
- اختلال جسمی